# 263940 Malyshkina
263940 Malyshkina este un asteroid din centura principală de asteroizi.

## Descriere
263940 Malyshkina este un asteroid din centura principală de asteroizi. A fost descoperit pe 20 aprilie 2009 la Zelenchukskaya Station de Timur V. Kryachko. Asteroidul prezintă o orbită caracterizată de o semiaxă mare de 2,22 ua, o excentricitate de 0,19 și o înclinație de 7,5° în raport cu ecliptica.